# سیارک ۱۱۴۰۹۶
سیارک ۱۱۴۰۹۶ (به انگلیسی: 114096 Haroldbier، نامگذاری:2002VA40) صد و چهارده هزار و نود و ششمین سیارک کشف شده‌است که در ۸ نوامبر ۲۰۰۲ کشف شد.